# Rik Van Slycke

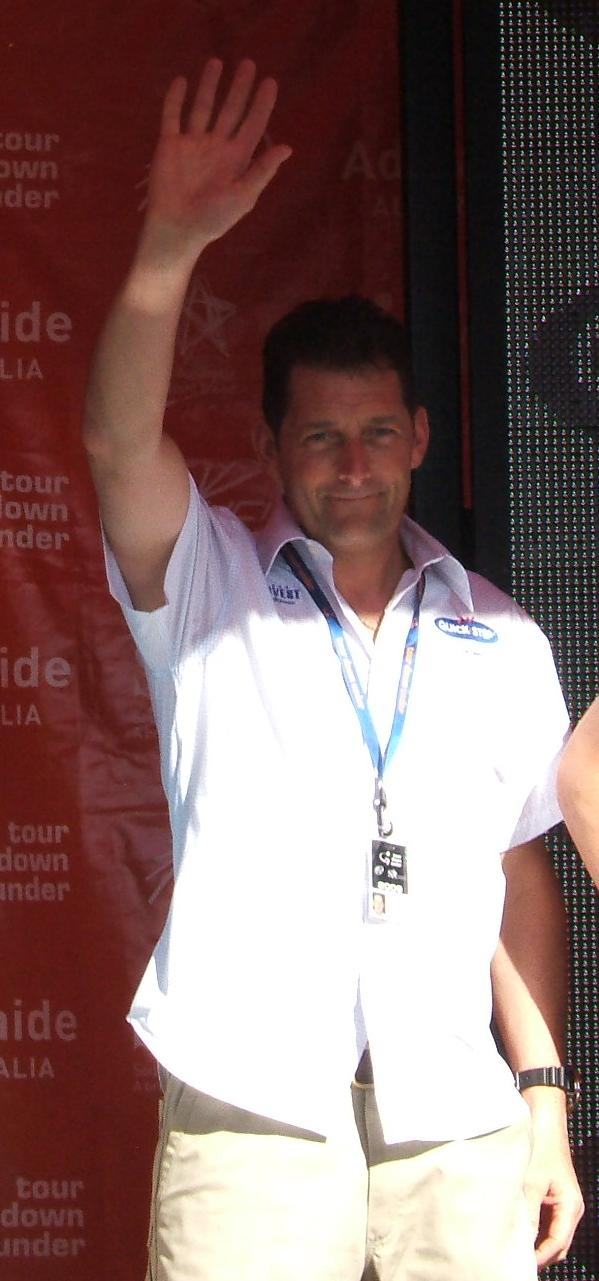
Rik Van Slycke (2009)

Rik Van Slycke (* 3. Februar 1963 in Gent) ist ein ehemaliger belgischer Radrennfahrer und heutiger Sportlicher Leiter.
1984 wurde Rik Van Slycke belgischer Militärmeister im Straßenrennen. Im Dezember 1984 gewann er die nationale Meisterschaft im Zweier-Mannschaftsfahren auf der Winterbahn mit Robert D’Hondt als Partner. 1983 wurde er Zweiter im Circuit de Wallonie.
Von 1986 bis 1999 war er als Profi aktiv. 1987 siegte er im Grand Prix de Hannut. 1989 gewann er das Nokere Koerse und 1992 die Kampioenschap van Vlaanderen. 1995 siegte er zudem gemeinsam mit Laurenzo Lapage beim Bahn-Wettbewerb Silberner Adler von Köln. Als typischer Domestik startete er fünfmal bei der Tour de France sowie bei anderen großen Rundfahrten und Klassikern, landete aber nur auf hinteren Plätzen.
Nach dem Ende seiner aktiven Zeit als Radsportler wechselte Van Slycke in die sportliche Leitung von Radsportteams. Seit 2005 ist er einer der Sportlichen Leiter des Team Quick Step-Innergetic (heutiger Name Omega Pharma-Quickstep).